# 先史時代 (台湾)
先史時代の台湾では、先史時代からオランダの東インド会社が台湾島南部に進出してくる1624年までの期間を説明する。

## 先史時代遺跡
- 旧石器時代 - 長浜文化、七家湾遺跡、台南左鎮人
- 新石器時代 - 円山遺跡、芝山岩遺址（中国語版）、植物園文化

ヴェルム氷期、台湾はアジア大陸と地続きであり、この時代台湾北部に網形文化、南部や東部に長浜文化の遺跡が確認できる。長浜文化は旧石器文化に属すと考えられている。紀元前7000年には、浙江省の河姆渡文化と関連すると考えられる大坌坑文化（紀元前7000年 - 紀元前5000年）が台湾全土に広がり、牛罵頭文化、牛稠子文化（紀元前5000年 - 紀元前4000年）などに引き継がれる。このころ島嶼化していた台湾に円山文化が伝えられる。
これらの文化の担い手が台湾原住民なのか言語資料がないので確かめることはできない。わずかに紀元前300年前から始まる十三行文化の後期はケタガラン族であると考えられているのみである。
オーストロネシア語族の起源は台湾にあり、5000年前以降に分化し始めたが、現在の台湾原住民が新石器時代から継続して台湾に居つづけたのか、後に出戻って来たのかははっきりしていない。

## 概略
台湾は、東シナ海上にある島として古くから中国人にその存在を認識されており、隋時代の603年に書かれた文献には既に台湾への探検の記録が記載されている。もっとも、台湾に漢民族が大量に移民するようになるのは17世紀以降のことであり、それ以前はフィリピン、インドネシア方面から移住したと見られる（ただしこの方面の諸民族も元来は台湾から来たとする説もある）原住民が、十数とも二十とも言われる多数の部族に分かれ、異なる社会組織や文化を維持しながら各地に居住していた。
台湾の領有を確認できる史上初の中国王朝は、モンゴル族が樹立した元朝である。ただし、13世紀後半に澎湖諸島を領有したのみで、領有範囲は台湾島にまでおよんでいなかった。また、元朝崩壊後に漢族の明朝が澎湖諸島を領有したが、やはり台湾本島にまでは領有範囲が及んでいなかった。そのために、公的にはどの国にも「領有」されていない台湾島は、島周辺の海域を通過する船舶の一時的な寄港地、あるいは海賊の根拠地として使用されるのみであった。
台湾が本格的に開発されるようになったのは16世紀の明朝時代になってからである。倭寇（後期倭寇）の活動が活発化するにつれて、台湾は倭寇の根拠地の一つとして使用されるようになり、明末には林道乾や林鳳らの頭領が拠点とした。やがて漢民族、日本人が恒久的に居住し始めるまでに至った。また、この時代になると、大航海時代にあったヨーロッパ各国から多くの人々が来航するようになり、台湾の戦略的重要性に気がついたオランダやスペインが台湾島を「領有」し、東アジアにおける貿易・海防の拠点としていった。そのために、日本への鉄砲伝来やザビエルによるキリスト教伝来も、おそらくは台湾を経由してきたものと思われる。
なお、ヨーロッパ船として初めて台湾に到達した船はポルトガルの船であり、ポルトガル人船員が緑に覆われた台湾島に感動して「Ilha Formosa（麗しの島）」と叫んだという伝承から、台湾の別称である「Formosa（フォルモサ、中国語では美麗島）」が誕生したとされている。